# Feint
"Feint" je drugi singl nizozemske symphonic metal sastava Epica s njihovog prvog albuma The Phantom Agony. Za pjesmu je snimljen glazbeni video. Pjesma je napisana nakon ubojstva nizozemskog političara Pima Fortuyna.